# Круш, Жозе Туто
Жозе Туто Круш (порт. José Tuto Cruz, род. 13 марта 1986) — ангольский шоссейный велогонщик.

## Карьера
Чемпион Анголы в командной гонке и многократный призёр в групповой и индивидуальной гонках.
Участник Африканских игр и чемпионата Африки. Принял участие на таких гонках как Гран-при Шанталь Бийя, Тур Руанды, Тур Марокко, Тур Кот-д’Ивуара, Волта Алентежу, Волта Алгарви.

## Достижения
2005
Grande Prémio 17 de Setembro
2008
3-й на Чемпионат Анголы — индивидуальная гонка
2011
Chrono de Luanda
2013
3-й на Чемпионат Анголы — индивидуальная гонка
2014
4-й этап на Вольта ду Какау
2015
3-й (TTT) и 5-й этап на Тур Анголы
2-й на Чемпионат Анголы — групповая гонка
2016
Volta às Terras do Café
1-й в генеральной классификации
3-й и 6-й (TTT) этапы
3-й на Чемпионат Анголы — групповая гонка
2017
 Чемпион Анголы — командная гонка
Чемпион провинции Луанды — групповая гонка
2018
2-й этап на Grande Prémio ACT
3-й этап на Grande Prémio Sonangol
2019
1-й этап (TTT) на Тур дю Фасо
3-й на Чемпионат Анголы — групповая гонка
3-й на Чемпионат Анголы — индивидуальная гонка

## Рейтинги
| Год                 | 2019  |
| ------------------- | ----- |
| Африканский тур UCI | 215-й |
|                     |       |
| Источник: UCI       |       |